# Hội An

Handelsrouten der Seidenstraße

Hội An (dt. etwa: ruhige Gemeinschaft oder friedvoller Versammlungsort) ist eine Küstenstadt in Zentralvietnam (Annam) mit ca. 75.000 Einwohnern. Sie liegt am Südchinesischen Meer in der Provinz Quảng Nam an der Mündung des Sông Thu Bồn, etwa 30 km südlich von Đà Nẵng.
Hội An war einst der größte Hafen in Südostasien, er lag an der Seidenstraße. Unter den Cham wurde die Stadt Lâm Ấp Phố (Champa-Stadt) genannt, später Hài Phố (Ort am Meer) und unter den Franzosen aufgrund eines Missverständnisses Faifo. Der Name Hội An erschien erstmals 1630 auf einer Karte.

## Geschichte
Die Stadt wurde im 4. Jahrhundert von den Cham gegründet, mit deren Rückzug sie an Bedeutung verlor.
Unter den Nguyễn-Fürsten, die von Mitte des 16. bis Ende des 18. Jahrhunderts den zentralen und südlichen Teil Vietnams regierten, erlebte Hội An eine Blütezeit. Während der Herrschaft von den ersten Nguyễn-Fürsten, Nguyễn Hoàng (1558–1613) und dessen Sohn Nguyễn Phúc Nguyên (1613–1635), wurde der Hafen für das Ausland geöffnet. Es siedelten sich zahlreiche Händlerfamilien aus China und Japan an, deren Länder sich Ende des 15. bzw. 16. Jahrhunderts offiziell abgeschottet hatten und ihre Waren in ausländischen Häfen umschlagen ließen. Durch die Nähe zu China eignete sich Hội An für japanische Schiffe, die eine Genehmigung, Shuinsen genannt, brauchten und den Hafen bei Nordost-Monsun in 40 Tagen erreichen konnten. Damals war die Stadt zweigeteilt, jenseits der japanischen Brücke (Chùa Cầu) wohnten die japanischen Familien.
Als der Außenhandel in Japan 1635 endgültig verboten wurde, veränderte sich die Bedeutung des Hafens erneut. Zu dieser Zeit wurden europäische Handelsniederlassungen in Hội An gegründet: 1613 die Britische Ostindien-Kompanie, 1636 die Niederländische Ostindien-Kompanie und 1644 die Französische Ostindienkompanie. Parallel dazu ließen sich Inder, Portugiesen, Holländer und Franzosen nieder. Der geschäftliche Erfolg der Gesellschaften war allerdings bescheiden, so dass sie sich bald wieder zurückzogen. Als 1644 die Ming-Dynastie in Peking von den mandschurischen Qing gestürzt wurde, flohen zahllose Chinesen nach Südostasien und übernahmen geradezu Hội An.
Mit der zunehmenden Versandung des Hafens mussten die immer größeren Handelsschiffe in den Hafen von Đà Nẵng ausweichen. Daher verlor Hội An im 18. Jahrhundert immer mehr an Bedeutung. Während der Tây-Sơn-Rebellion wurde die Stadt 1780 weitgehend zerstört. Sie wurde zwar wieder aufgebaut, aber 1888 erklärte die französische Kolonialmacht Đà Nẵng zum Hauptort von Annam, und auch die Eisenbahn wurde 1930 an Hội An vorbeigebaut.
Ihrem Niedergang als Handelsmetropole hat die Stadt allerdings den Erhalt des historischen Stadtbildes zu verdanken. Zudem gilt die Altstadt als einzige, die im Vietnamkrieg unversehrt blieb. Die Altstadt wurde 1999 von der UNESCO zum Weltkulturerbe erklärt, da sie als gut erhaltenes Beispiel eines südostasiatischen Handelshafens aus dem Zeitraum zwischen 15. und 19. Jahrhundert gilt, deren Gebäude eine Verschmelzung einheimischer und fremder Einflüsse, vor allem im Stil südchinesischer Kleinstädte, zeigen.

## Administrative Gliederung
Hội An besteht aus neun Stadtteilen (phường):
- Cẩm An
- Cẩm Châu
- Cẩm Nam
- Cẩm Phô
- Cửa Đại
- Minh An
- Sơn Phong
- Tân An
- Thanh Hà

und vier Gemeinden (xã):
- Cẩm Hà
- Cẩm Kim
- Cẩm Thanh
- Tân Hiệp (auf der Insel Cù lao Chàm).

## Sehenswürdigkeiten
- Chùa Cầu (Japanische Brücke), 17. Jahrhundert
- Nhà Tấn Ký (Tấn Ký-Handelshaus), 19. Jahrhundert
- Chinesische Versammlungshallen mit Tempeln
- Museum über die Stadtgeschichte von Hội An

## Tourismus
Der Kauf eines Pauschaltickets für 120.000 đ (Stand: 1. Januar 2015) umfasst den Eintritt zu fünf Sehenswürdigkeiten. So können u. a. drei chinesische Versammlungshallen, vier alte Häuser (z. B. mit einer traditionellen Apotheke) und die japanische Brücke oder der Quan Công Miếu (Tempel von Quan Công) besichtigt werden. Außerdem berechtigt das Pauschalticket zum Besuch eines der drei Museen sowie eines Konzertes mit traditioneller Musik oder eines Kunsthandwerk-Workshops.
Außerdem ist Hội An Ausgangspunkt zur ebenfalls von der UNESCO zum Weltkulturerbe erklärten und ca. 50 km westlich entfernt liegenden Ruinenstadt Mỹ Sơn.

## Küche
Hội An ist bekannt für das Bánh mì, das als eines der berühmtesten Gerichte der vietnamesischen Küche gilt. Es ist ein Sandwich, das aus ein Baguette mit einer Füllung von Pasteten, Fleisch und frischen Kräutern besteht.
Ein typisches Gericht von Hội An ist Cao lầu, das aus Reisnudeln, Fleisch, Gemüse, Sojasprossen und Kräutern besteht und meist mit einer Brühe serviert wird. Das Wasser für die Brühe wird traditionell aus dem Bá-Lễ-Brunnen entnommen, der vermutlich im 10. Jahrhundert von den Chams erbaut wurde. Weitere regionale Spezialitäten gehören die Mì-Quảng-Nudeln, Bánh bao bánh vạc, Hoành Thánh, Cơm gà (Reis mit Huhn), Bánh xèo, Zuckermaissuppe und Babymuschelsalat. In Hội An wird eine lokale Chilisauce, Ớt Tương Triều Phát, die in ganz Vietnam sehr beliebt ist, hergestellt.
Darüber hinaus gibt es Kräutertees mit natürlichen Zutaten wie Lakritze, Zimt, Kamille, Zitronengras usw. Sie sind auch bei Touristen ein beliebtes lokales Getränk.

## Galerie

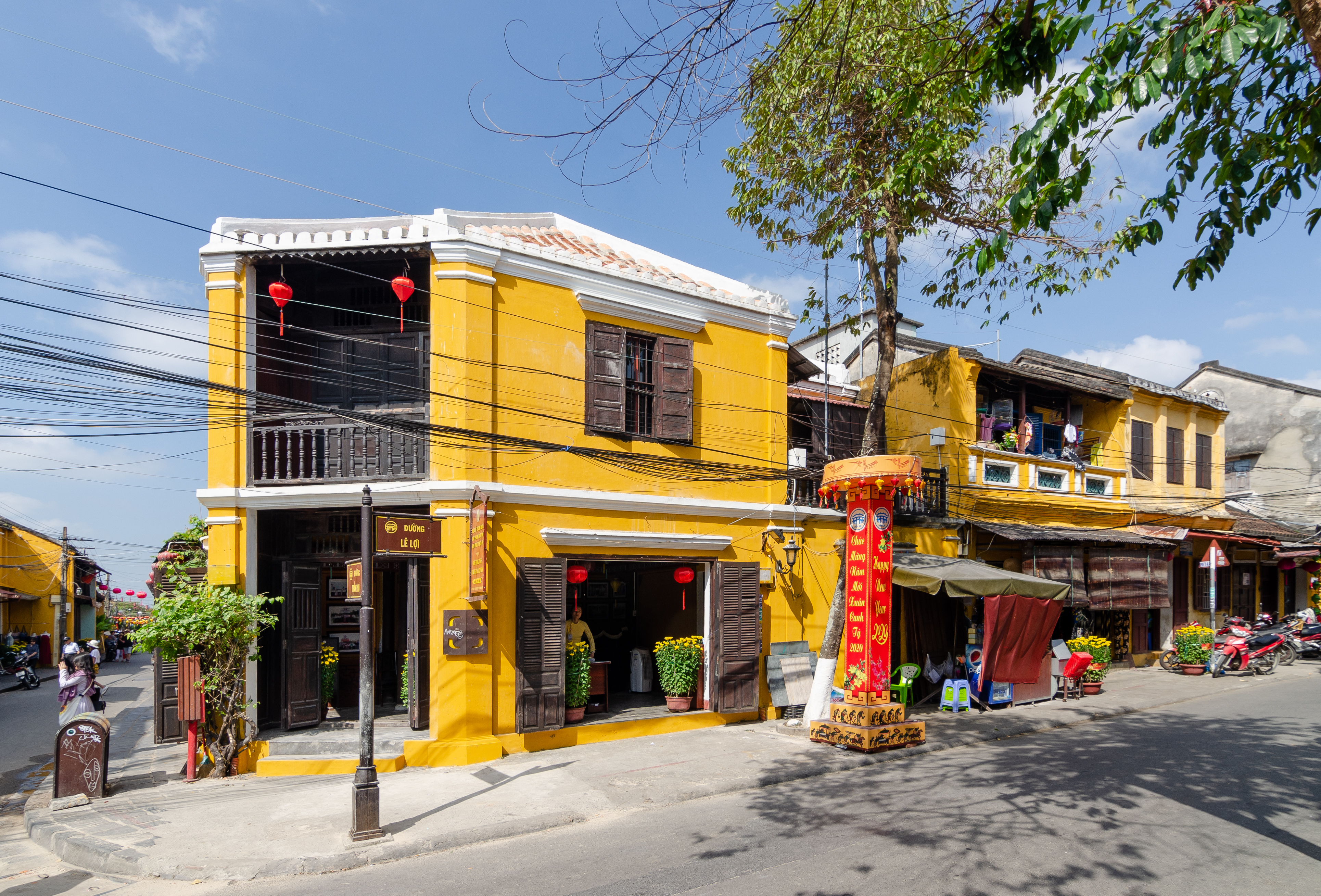
Häuser in der Altstadt von Hội An
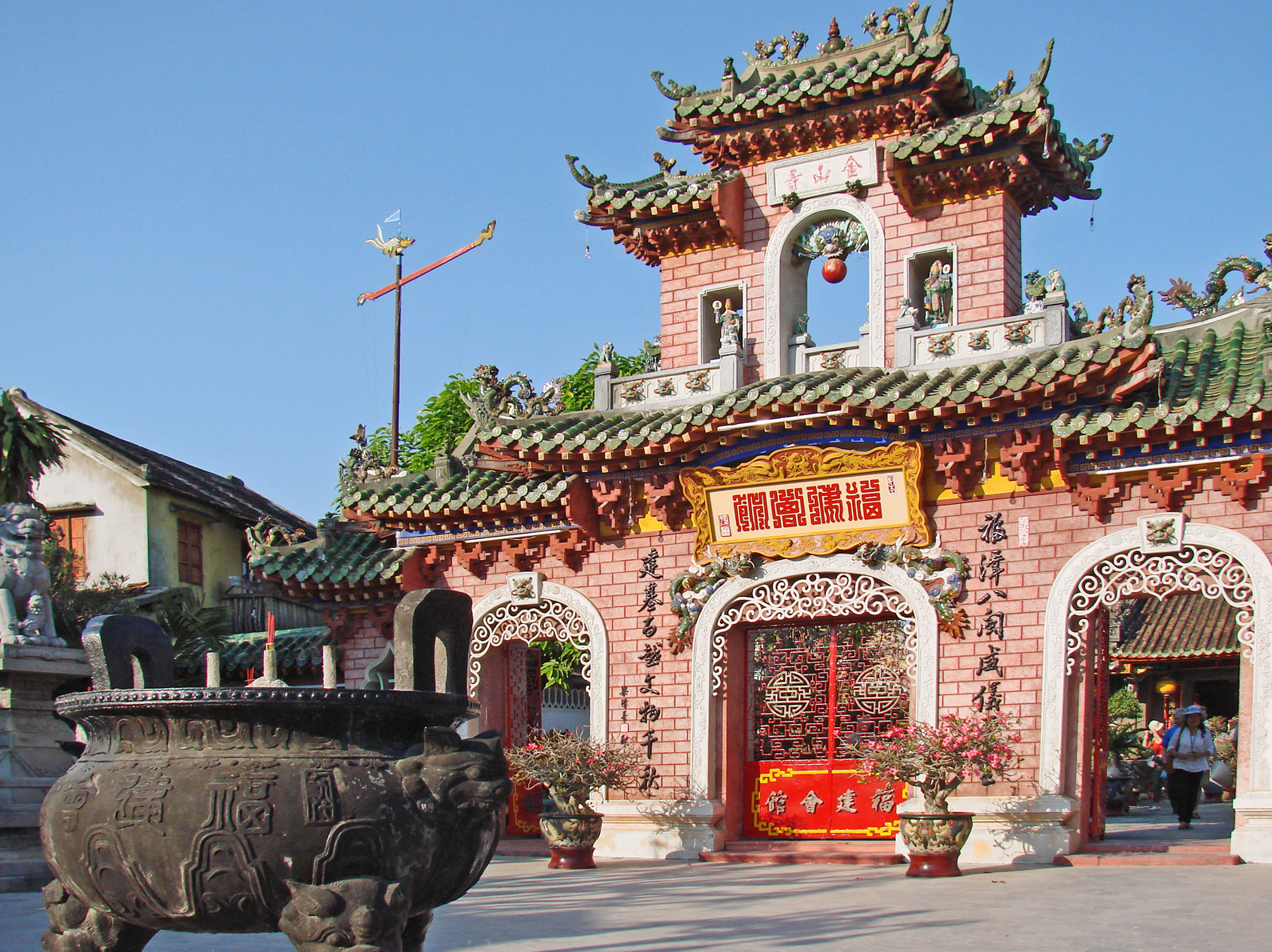
Tor zur Fujian-Versammlungshalle
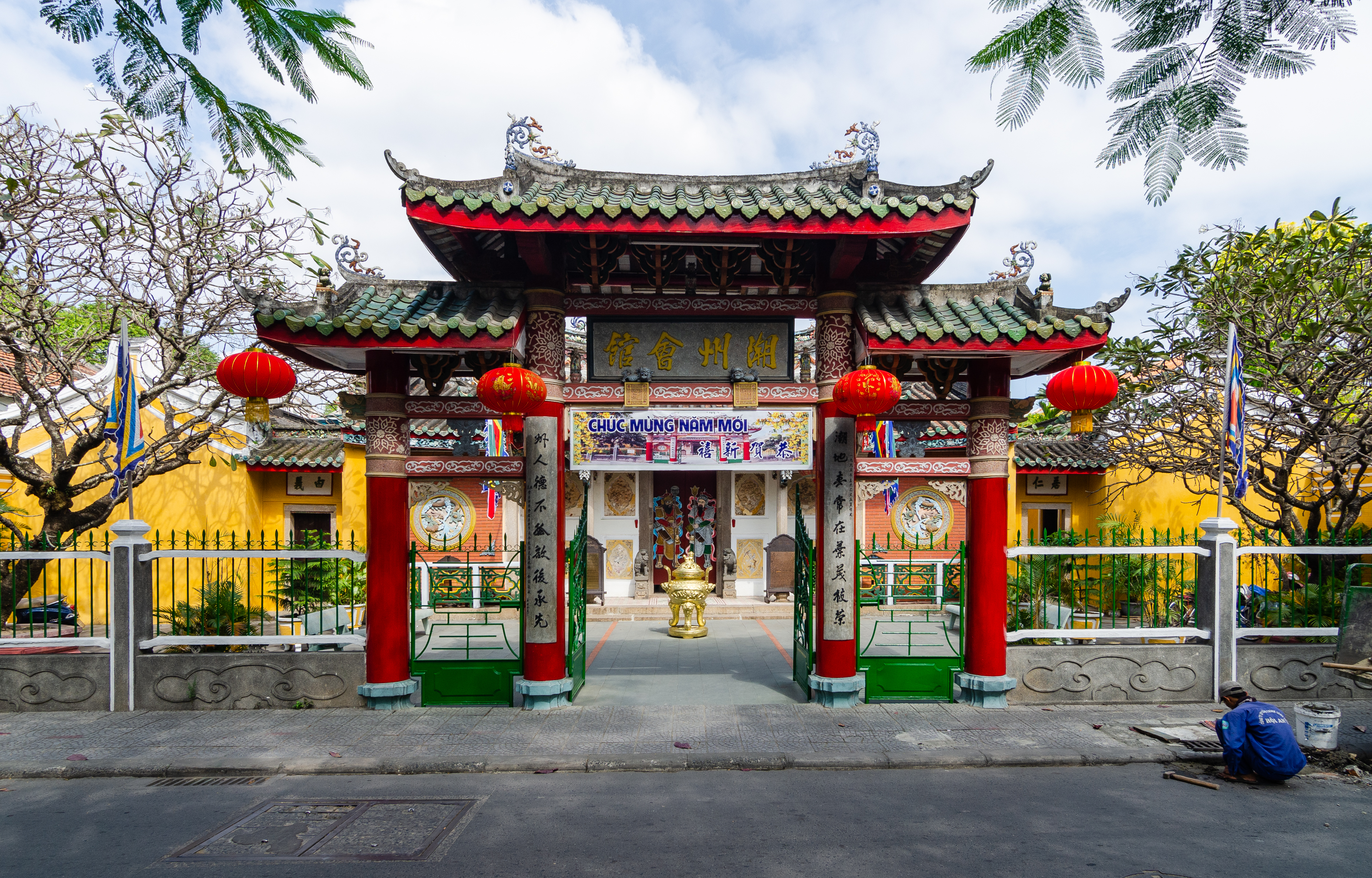
Tor zur Triều-Châu-Versammlungshalle
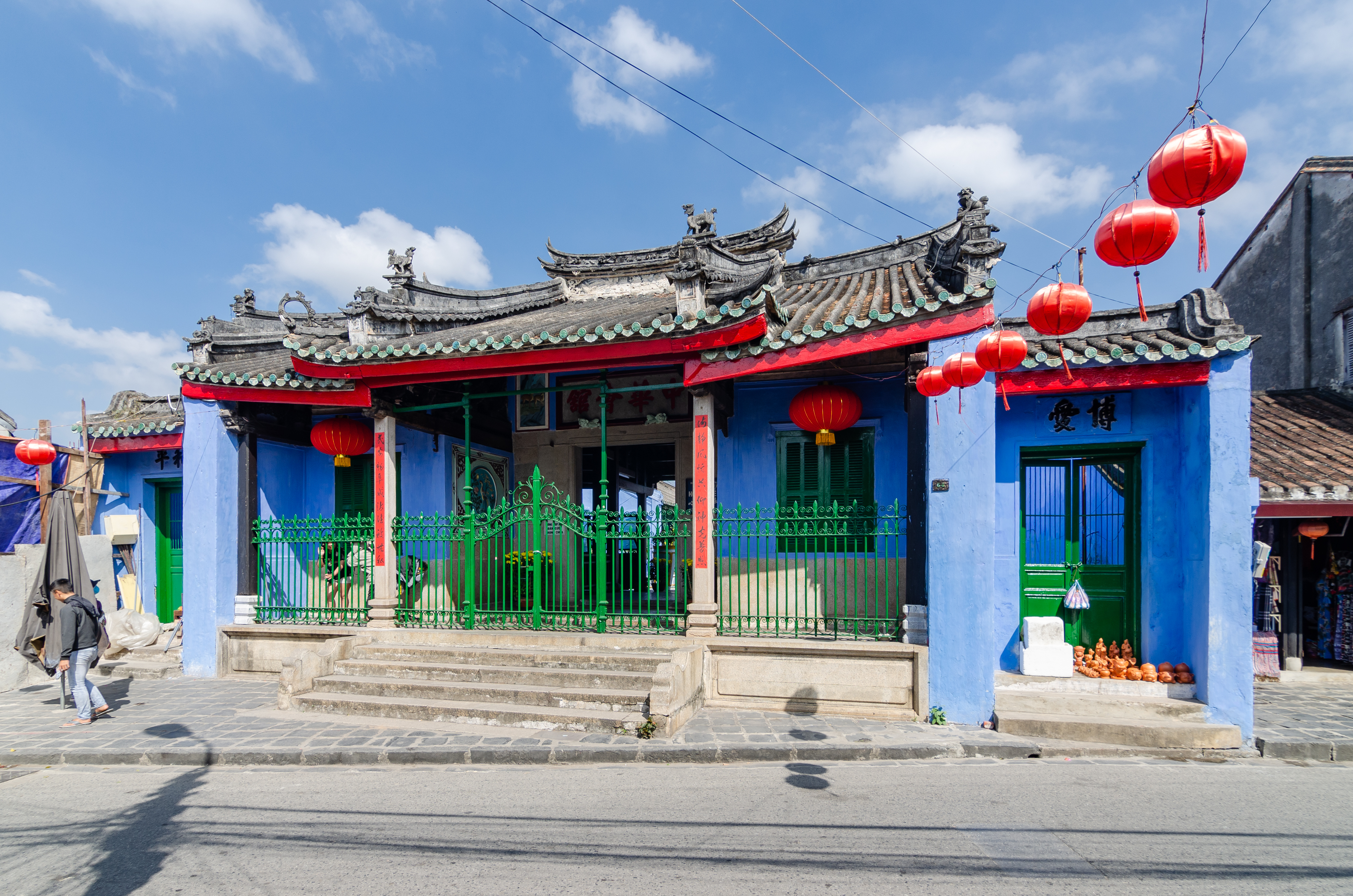
Chinesische Versammlungshalle
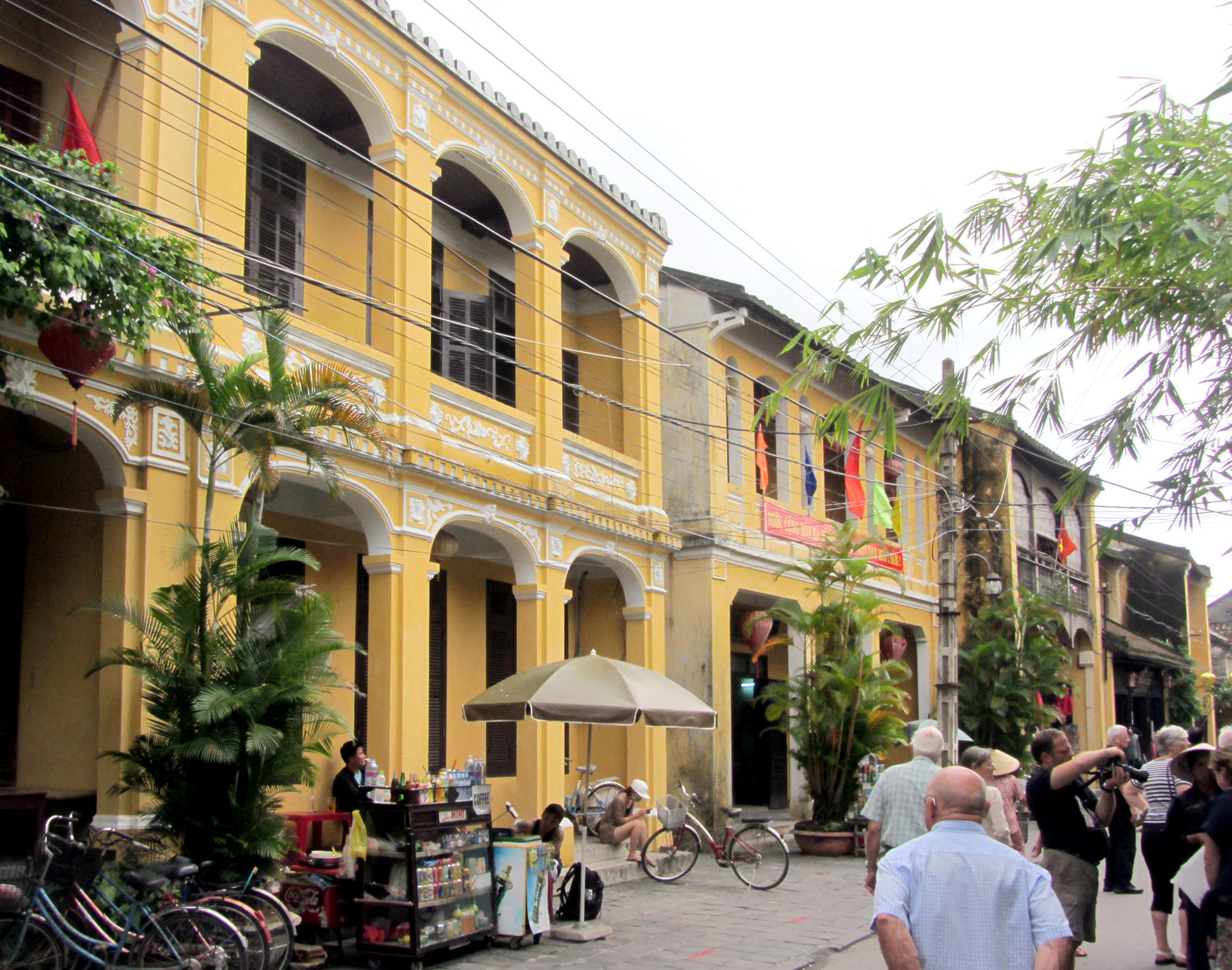
Häuser an der Nguyễn Thái-Học-Straße
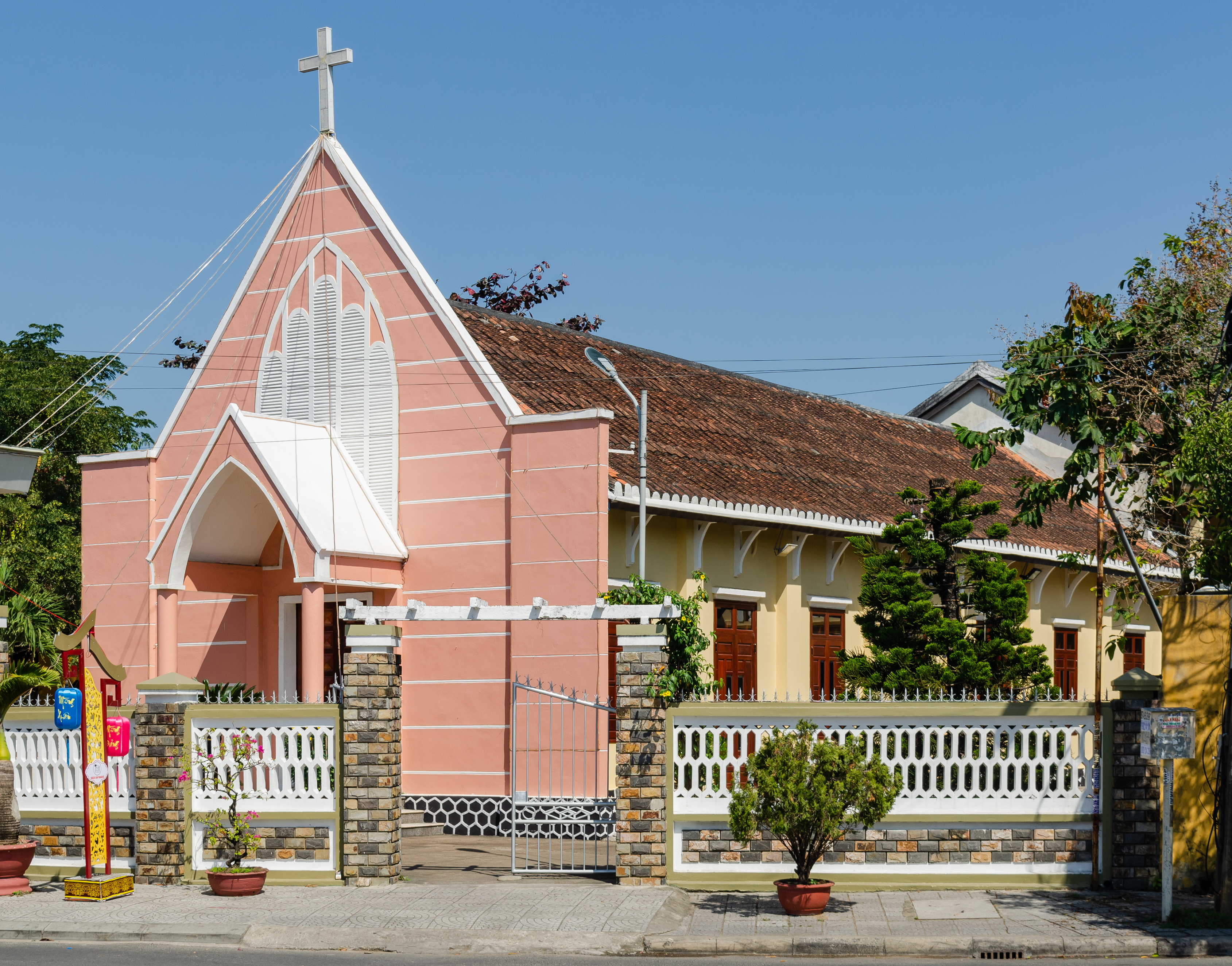
Evangelische Kirche
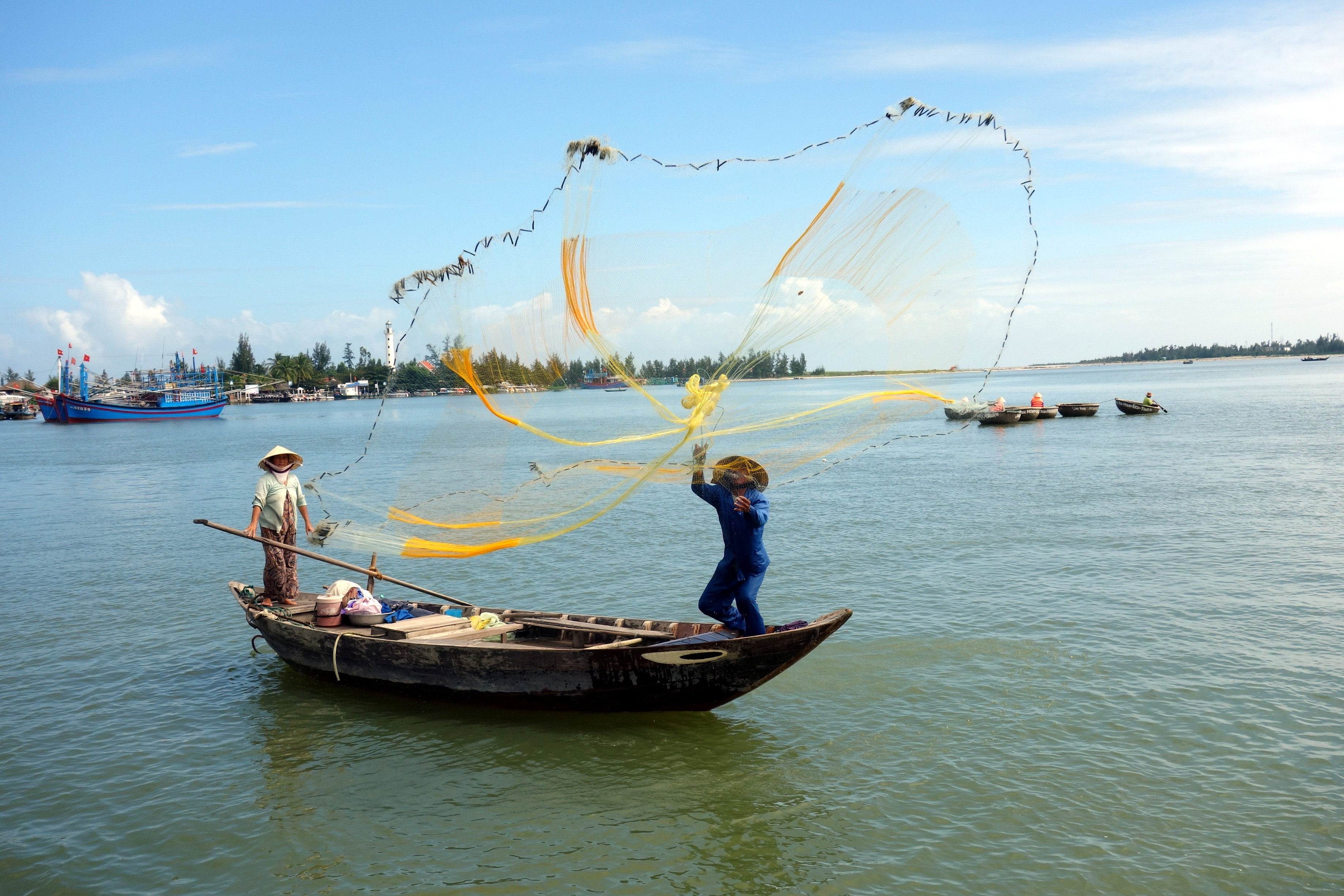
Fischer bei Hội An
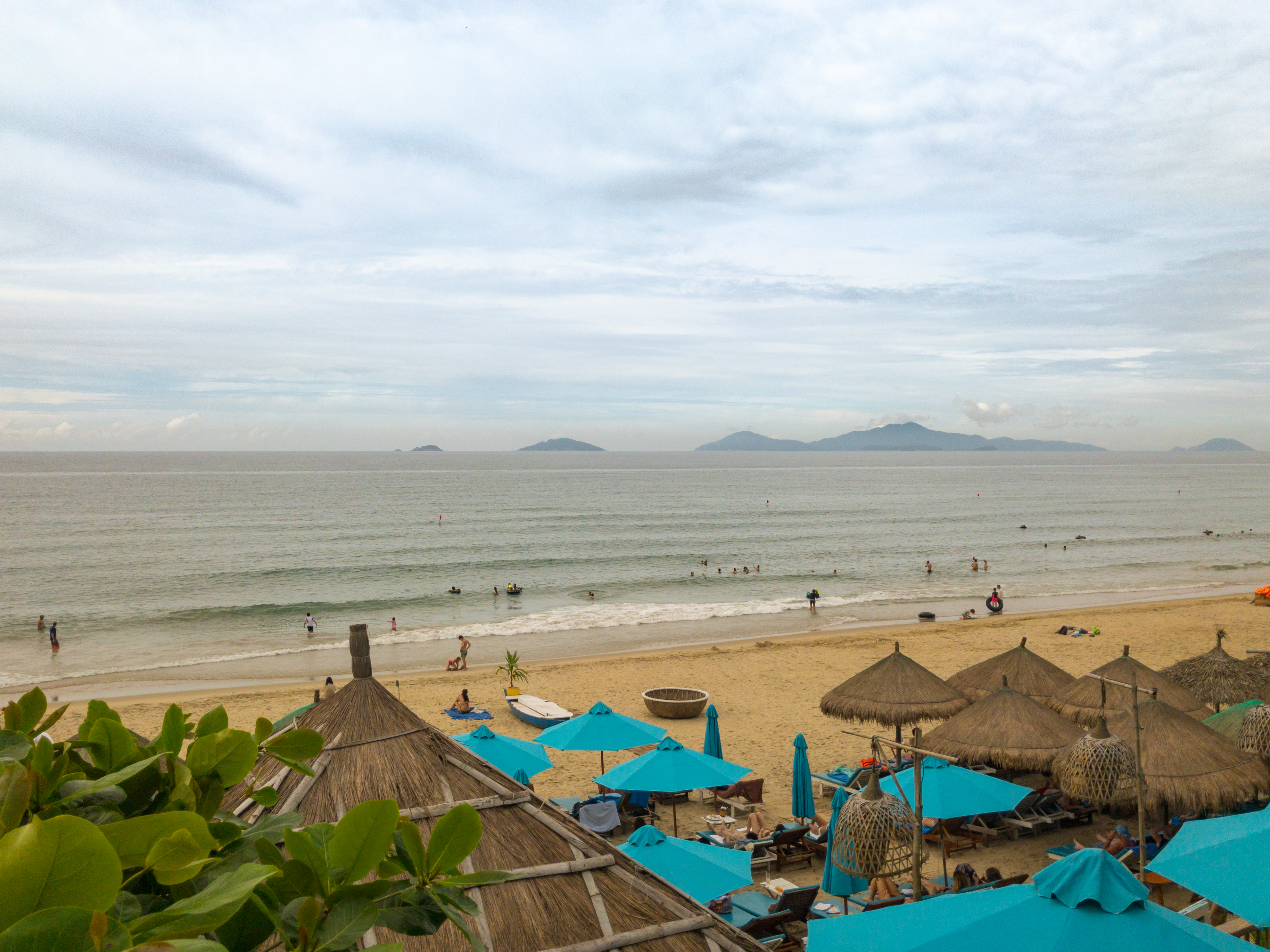
Strand von Hội An
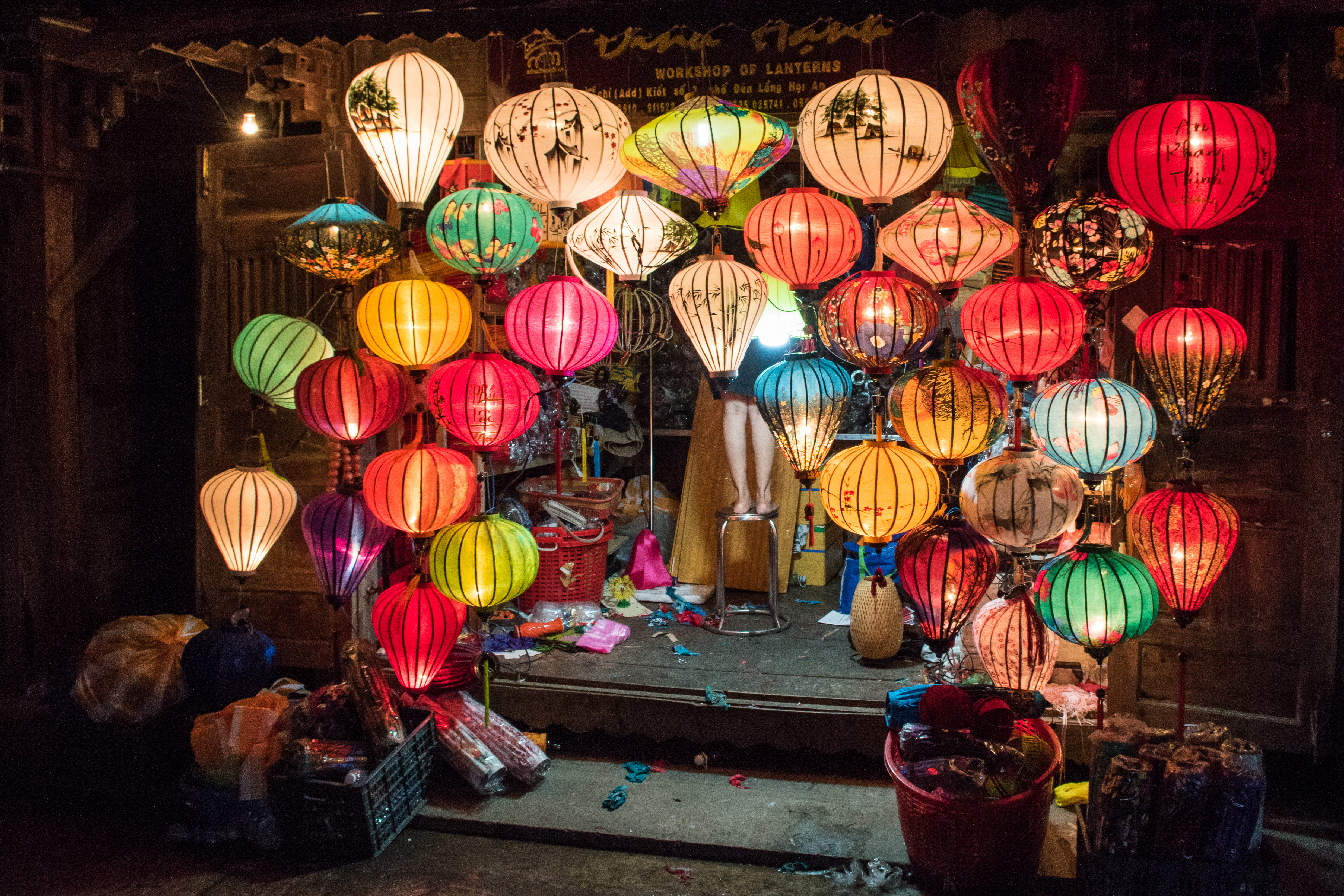
Laternen in Hội An
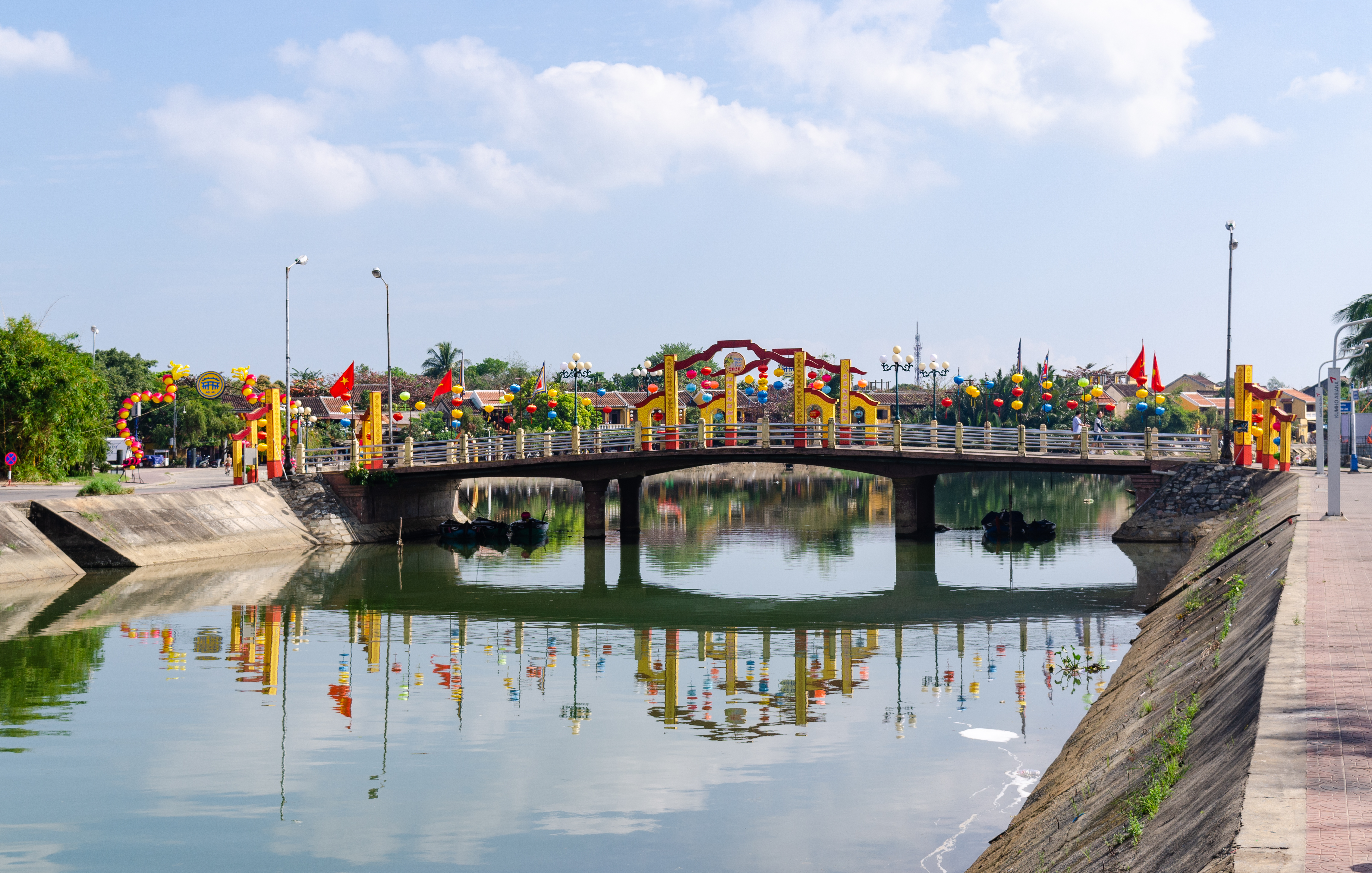
Brücke über den Thu-Bồn-Fluss mit Tết-Dekorationen
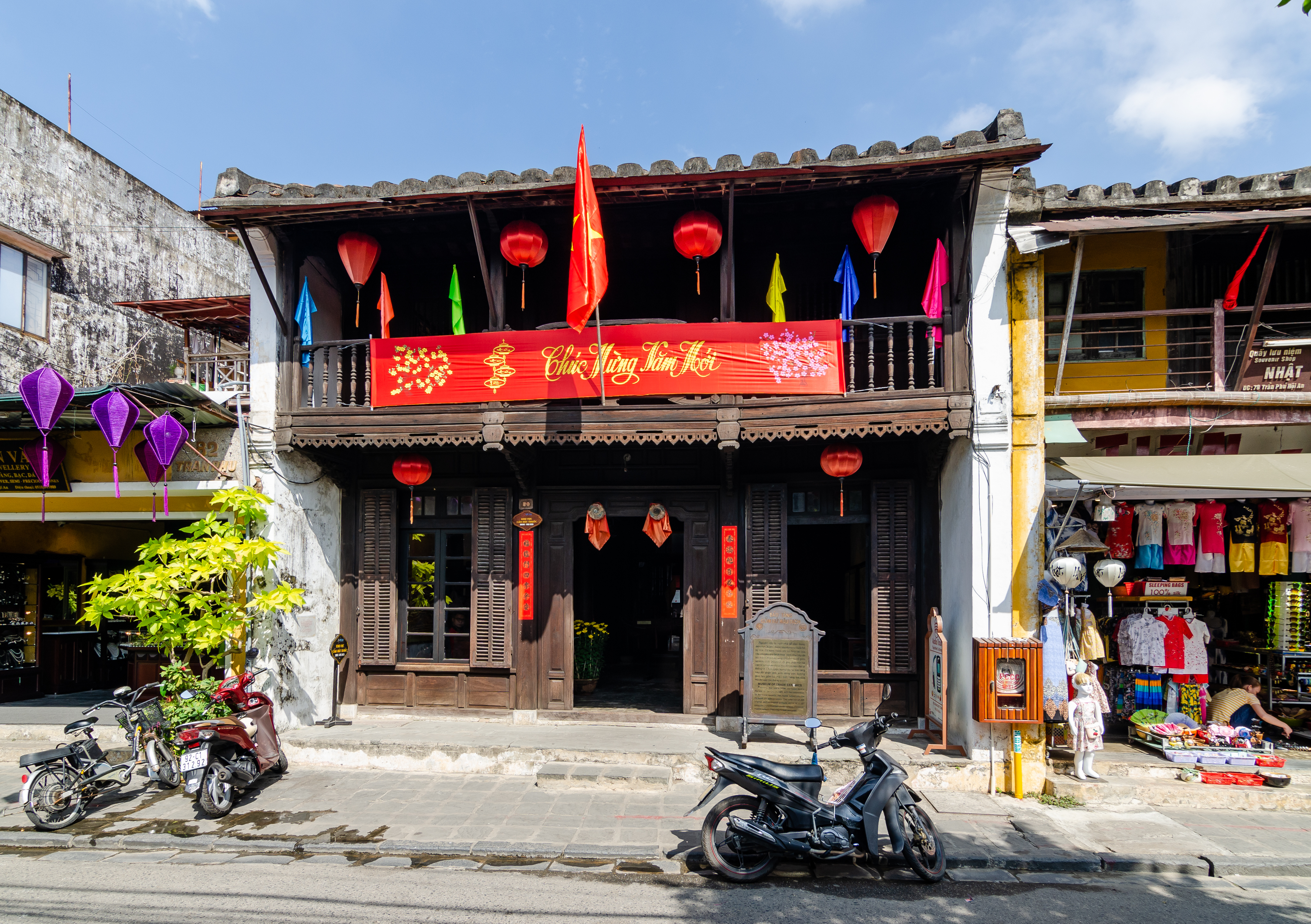
Keramikmuseum

## Städtepartnerschaft
- Wernigerode, Deutschland (seit 2013)[6]